# Емо (субкультура)

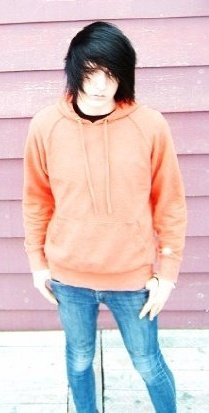
Емо-бой

Емо (англ. emo: від англ. emotional — емоційний) — молодіжна субкультура, яка утворилась на базі прибічників однойменного музичного жанру та утворила новий жанр скримо. Її представників називають емо-кіди (emo + англ. kid — молода людина; дитина) або, в залежності від статі: емо-бой (англ. boy — хлопчик, хлопець), емо-ґьорл (англ. girl — дівчинка, дівчина).
Субкультура остаточно сформувалася і пережила пік популярності у 2000-х, але розквіт був короткочасним. Була поширена серед підлітків 12-20 років (хоча часто трапляються й старші прихильники).  На початку 2010-х стиль емо вийшов з моди, а багато старих прихильників втратили до нього інтерес. Не останню роль в цьому зіграло негативне ставлення до стилю емо зі сторони багатьох інших субкультур.
За твердженнями прихильників цієї субкультури, головне для них — емоції, і вони черпають їх звідусіль — із музики, книг, кіно. Часто в емо-музиці переважає крик («скримінг»), плач, вереск.

## Історія
«Емо», як субкультура, з'явилася набагато пізніше за панк, корені «емо» народилися разом з першими панк-групами, що почали існувати у кінці 50-х, які раніше називали «гаражним роком». Поступово панк-музика почала розвиватися, перетворюючись на сучасніші різновиди панку і вже у 1985 році уперше прозвучало слово «емо», саме так називали перші емо-панк групи, які з'явилися у Вашингтоні, їхня музика дуже відрізнялася від панк сцени того часу: основою звучання залишався панк, але вже з елементами вокалу. Тоді зароджувалися перші риси стилю музики «емо» — емоційність і визначеність текстів пісень, певна техніка виконання.
І приблизно тоді ж з'явився панк рух під назвою «sXe», назва пішла від «straight edge», що перекладається як «чітка грань», представники цього руху не вживали алкоголь і будь-які види наркотиків (у тому числі і тютюн), не вступали у безладні статеві зв'язки, також деякі з них, на знак свідоцтва приналежності до руху, робили татуювання у вигляді хреста на руці оскільки саме хрест на руці раніше малювали охоронці рок-клубів неповнолітнім, щоб тим не продавали сигарети і алкогольні напої під час концертів, пізніше до цього руху долучились і «емокіди». Вважається, що саме тоді світ уперше пережив нашестя «емо».

## Світогляд
Вираз емоцій та почуттів — головні риси для емо. Їх відрізняє: творче самовираження, протистояння несправедливості, особливе, чуттєве світовідчуття. Найчастіше емо — ранима і депресивна особа. Первинна ідеологія субкультури пропагує те, що «емо» не палять, не вживають алкоголь і наркотики, не беруть участь у безладних статевих зв'язках, не зраджують свої ідеали, а також не вживають м'ясо і не шкодять природі.
Емо виражають протест «сірому, буденному» суспільству.
Існує стереотипне уявлення про емо як про плаксивих хлопців та дівчат. Попри хибні стереотипи — емо не пропагують самогубство або інші форми шкоди для себе та інших людей.
Незважаючи на те, що емо-кор з'явився і розвивався як підвид панк-року, ціннісні орієнтації цих субкультур зовсім різні. На відміну від класичних панків, емо відрізняє романтизм та акцент на високому коханні. Увага емо частіше звернута на глибокі особисті переживання та стосунки, ніж на суспільні події. Емо-культура начисто позбавлена агресивного мачизму, характерного для хардкору — прямого предка емо.
Емо часто порівнюють з готичною субкультурою, що зазвичай викликає протест як у «готів», так і у емо-кідів, хоча деякі погоджуються, що між цими субкультурами є певна спорідненість. Незважаючи на очевидні подібності (романтизація смерті, депресія, меланхолія, любов до чорного кольору, презирство до мачизму) та спільні корені (готик-рок та емо-кор розвинулися з панк-року), між цими субкультурами є багато відмінностей.

## Візуальний стиль та імідж

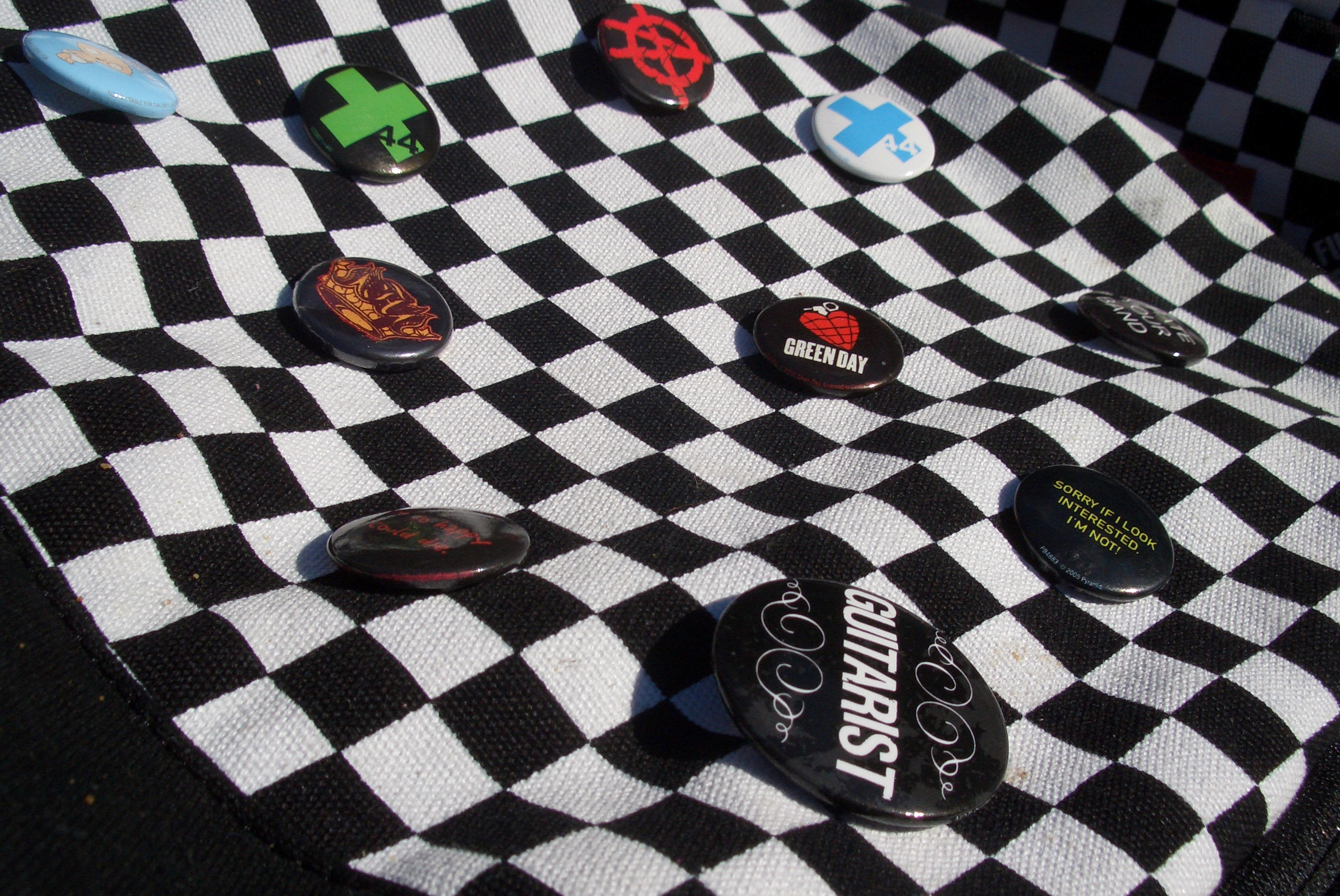
Сумка зі значками

Часто (але не обов'язково) носять чорно-рожевий, смугастий одяг, кеди, роблять об'ємні зачіски і залишають довгий косий чубчик, що закриває пів-обличчя. Волосся і нігті нерідко фарбують у чорний колір. Вдягають обтягуючі штанці з низеньким поясом і приталені майки, наприклад з назвами рок-гуртів, ремені із заклепками також є частиною емо-стилю. Люблять обвішувати речі значками з героями американських мультфільмів або японського аніме і фенечками, мають пірсинг, татуювання, іноді носять тунелі. Деякі вважають, що мета їхнього одягу і стилю поведінки — стерти різницю між хлопцем і дівчиною. Самі ж емо, як і панки — йдуть проти натовпу, не бажаючи стримувати свої емоції та стиль.
І юнаки, та дівчата можуть фарбувати губи під колір шкіри, використовувати світлий тональний крем. Очі густо підводять олівцем або тушшю. Нігті фарбують переважно чорним лаком.
Типові ніки для емо в Інтернеті дуже гострі, наприклад: broken_heart, raped_teddy_bear, tru_puk, lonely_star та інші.

### Одяг

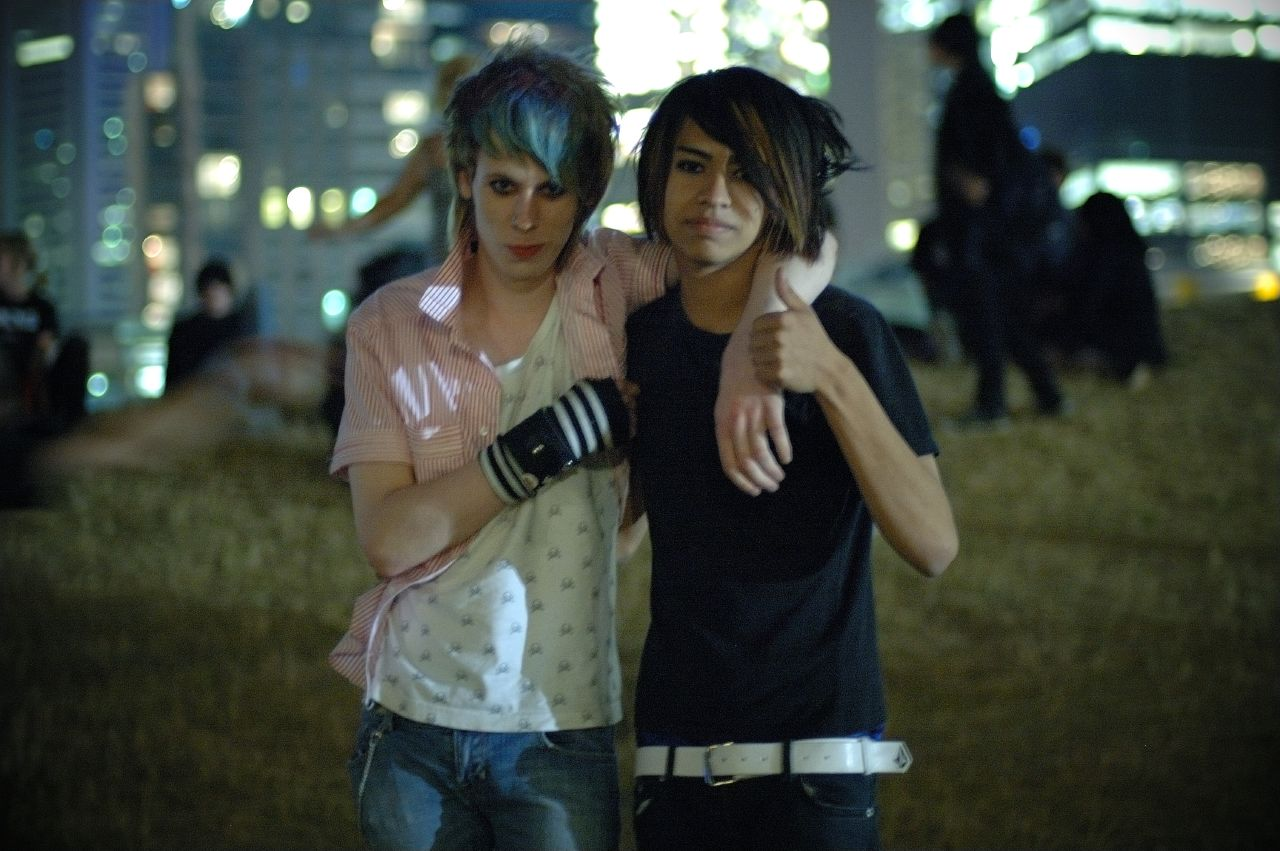
Підлітки, що представляють стиль Емо

Для емо характерний одяг в рожево-чорних тонах з двокольоровими візерунками та стилізованими значками. Основними кольорами в одязі є чорний та рожевий (пурпурний), хоча й інші шокуюче-яскраві експресивні поєднання вважаються допустимими.
Бувають поєднання в широку смужку. Часто на одязі зображені назви емо-гуртів, смішні малюнки або розколоті серця. Зустрічаються риси спортивного стилю одягу скейтбордістів та BMX-ерів.
Характерним для емо взуття — кеди типу Converse або скейтерські кеди, а також сліпони (взуття, схоже на капці, але з підошвою, як у кедів), Венси із візерунком в шашечку.
| Переважає в образі емо. Його перевага може бути викликана депресією, нещастям, смутком. | Відображає радісні моменти. Це виклик загальній похмурості, заперечення зв'язку стилю емо з готичною субкультурою та наближення до поп-панку. |

Найбільш типовий одяг:

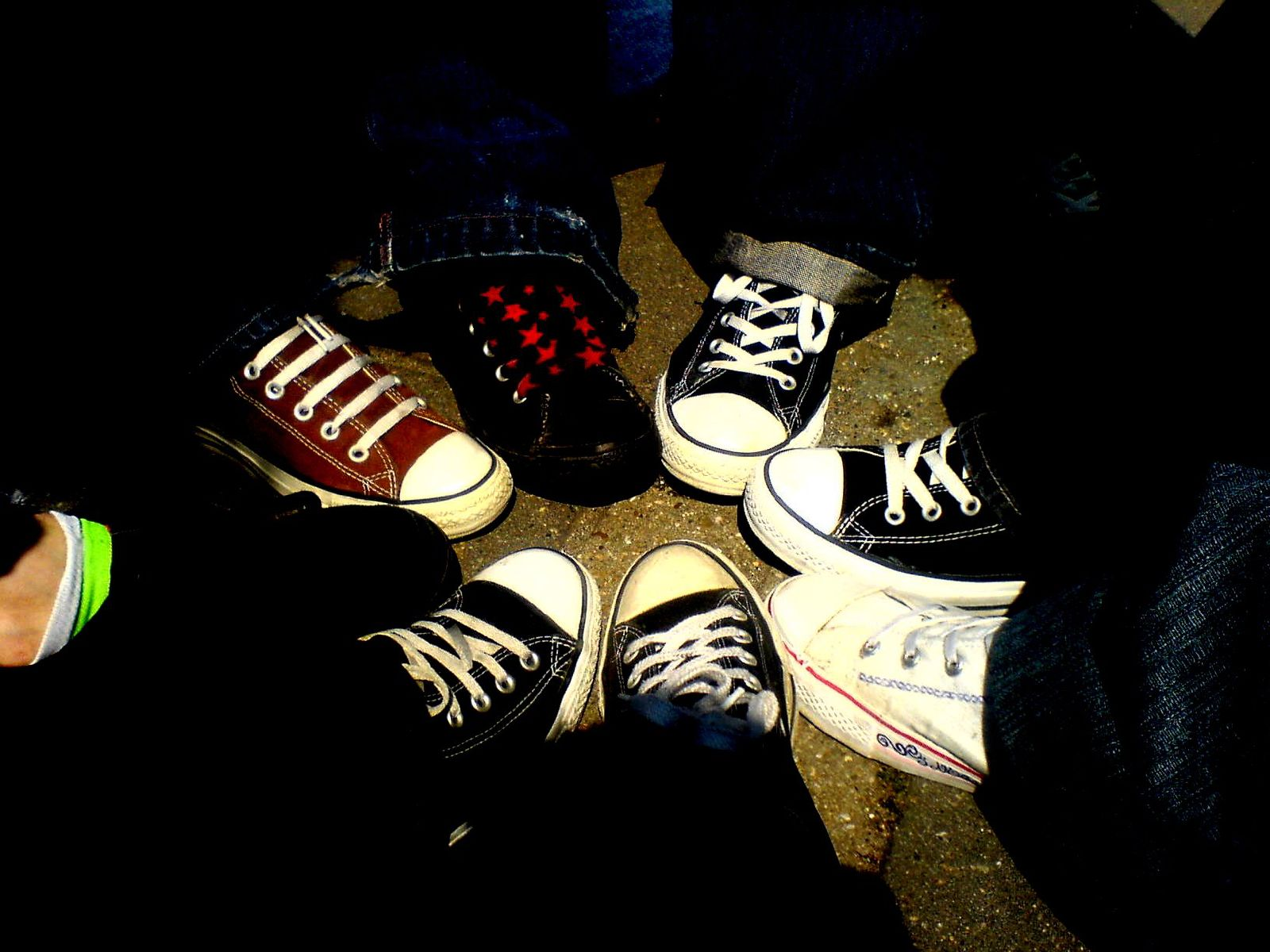
Емо-кіди часто фотографують свої кеди разом.

- Вузька, обтягуюча футболка чи кофта.
- Вузькі джинси чорного або попелястого-синього кольору, можливо, з дірками або латками.
- Чорний або рожевий ремінь (часто зі шкірозамінника з причини прихильності емо-кідів до веганізму) з заклепками, провисаючими ланцюгами і великою бляхою з символікою.
- Кеди з яскравими або чорними шнурками.
- Картата косинка-арафатка на шиї.[15]

Присутні обідки з бантиком. Смугасті гетри на руках. Часто зустрічається одяг унісекс.

#### Бренди емо-одягу
Відомі бренди одягу, які випускають або колись випускали одяг для емо:
- Футболки: Alpinestars, David and Goliath, Anne Stokes, Disturbia, Famous Stars and Straps, Lucky 13, Newbreed Girl, OG Abel, Spiral Direct, і Sullen.
- Колготи: Old Navy[en], Forever 21, Hot Topic, PacSun[en], Macy's[17], Blue Banana, Lip Service, Metal Mulisha, Monkee Genes і Tripp NYC.
- Кофти та светри: Criminal Damage, Living Dead Souls, Alpinestars і Spiral Direct.
- Футболки та куртки: Criminal Damage, Disturbia, Lip Service і Sullen.
- Аксесуари та макіяж: Alchemy Gothic, Anne Stokes, Barry M, Filthy Gorgeous London, Lip Service, Lucky 13, Metal Mulisha, Rokk Bands, Skullcandy[en], Stargazer, X Style [Архівовано 1 жовтня 2014 у Wayback Machine.] і Sullen.
- Взуття : Converse, Vans, Osiris[en], DC, Dr. Martens, Etnies[en], Famous Stars and Straps[en], New Rock та T.U.K.

Серед інших можна відзначити Iron Fist, Hell Bunny та Poizen Industries.

### Атрибутика

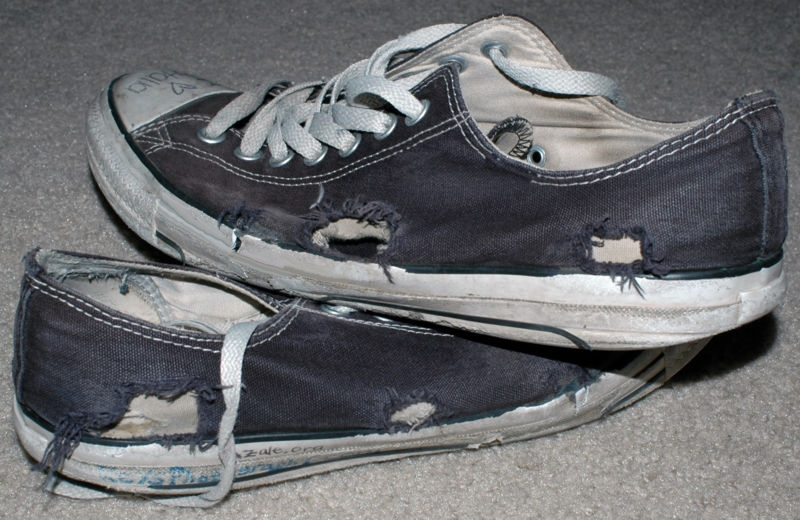
Шузи, стилізовані під брудні та старі — цілком підпадають під стиль емо.

Для емо характерні наступні атрибути:
- Поштова торба через плече, покрита латками і значками.
- Значки, причеплені до одягу і, іноді, до взуття.
- Окуляри в широкій яскравій або чорній оправі.
- Яскраві різнокольорові (зазвичай силіконові) браслети на руках, особливо популярні СНЕП або панк-атрибутика (напульсники із шипами).
- Крупні намиста яскравих кольорів на шиї.
- М'які іграшки у вигляді ведмедиків, яким емо-кіди розпорюють животи і зашивають товстими нитками. Такі іграшки відіграють роль своєрідних талісманів. Їх беруть із собою на прогулянки, на заняття, з ними залишаються вдома і сплять[22].
- Напульсники на руках.

### Символіка
- Рожеве серце, часто з поперечною тріщиною або розірване на клапті.
- Череп з кістками.
- Рожевий (або чорний) пістолет або схрещені пістолети з написом «bang-bang» (звук пострілу).
- Чорна п'ятикутна зірка на рожевому фоні.
- Рожево-чорна шахівниці.
- Футболки з героями дитячих мультфільмів (наприклад, Міккі Маус).

## Емо в Україні
Розквіт субкультури в Україні припав на середину 2000-х років. Емо-кіди у Києві збиралися на Хрещатику, в Arena-City на Бесарабці, біля входу в метро «Льва Толстого» (Нині «Площа українських героїв»). Найпопулярнішим українським форумом для емо був «Emokids».

## Критика та скандали

Карикатура на емо

Емо-субкультура, з'явилася в Україні, Білорусі та Росії на початку 2000-х років і відразу стала об'єктом критики. Противники її вважають, що субкультура емо культивує депресію і виктимність, пропагує самогубство. На початку 2008 року в пресі з'явилися відомості, що ФСБ РФ має намір боротися з поширенням емо через пропаганду дитячого суїциду. Українська СБУ ніколи не робила подібних закликів.
2 червня 2008 року у Держдумі Росії відбулися парламентські слухання, на яких обговорювалася «Концепція державної політики в галузі духовно-морального виховання дітей в РФ та захисту їхньої моральності». Крайню нетерпимість розробники концепції виявили до емо і готів. За ступенем суспільної небезпеки вони були прирівняні до скінхедів, футбольних фанатів, нацболів та антифашистам. Законопроєкт був зустрінутий ЗМІ з іронією, а багато громадських діячів, в тому числі члени партії «Єдина Росія», піддали його критиці.
Серед деяких молодіжних субкультур існує неприязне ставлення до «емо», яке виражається в висміюванні зовнішнього вигляду, критиці ідей і музичних уподобань емо-кидів, а також в створенні сайтів та спільнот у соціальних мережах «анти-емо» спрямованості, при створенні пісень та інше. Прикладом є кліп, знятий групою «Ёптить» — «Emoyob» [Архівовано 2 грудня 2015 у Wayback Machine.]. Пісня під назвою «Емобой» з іронічним змістом є у деяких російських рок-груп, зокрема у «Clockwork Times» і «Infornal Fuckъ». Ідеологічно ж підковані емо, зазвичай спростовують суспільні закиди про те, що вони пропагують самогубство, і пояснюють, що такий образ створили численні фанати субкультури емо, яких вони називають «позерами», що намагаються візуально відтворити стиль емо заради популярності чи провокації, що дискредитує справжніх прихільників емо-руху.

### Переслідування
- 2010 — у Вірменії почалася кампанія переслідування місцевих емо. На вулицях Єревану почали затримувати молодих людей за «підозрою» в причетності до цієї субкультури. Влада країни говорить, що рух емо з'явився у Вірменії за підтримки іноземних ворожих сил, завдає шкоди вихованню молодого покоління в національно-патріотичному дусі, а також призводить молодих людей до самогубства[29].
- Загальновідомі численні випадки, коли у ряді ісламських країн переслідували емо-підлітків із застосуванням насилля, звинувачуючи їх у гомосексуальних відносинах. Були летальні неодноразові випадки[30].
- МВС Іраку в лютому 2012 року оголосило субкультуру емо сатанізмом. Щонайменш 14 підлітків, що зараховували себе до субкультури емо, були забиті до смерті камінням в Багдаді лише за три тижні березня у 2012 році. Шиїтські екстремісти, які імовірно причетні до вбивств, поширювали в деяких районах міста списки тих, хто стане наступною жертвою, якщо не змінить зачіску і стиль одягу. У кожній з таких листівок було близько 20 імен.

Ще більш радикальний Муктада аль-Садр визнав емо «чумою іракського суспільства», але підкреслив, що відповідальні особи повинні шукати законні методи боротьби з молодими «психами і дурнями».
- Саудівська Аравія заборонила підліткам-гомосексуалам, прихильникам субкультури емо і дівчатам, які віддають перевагу хлопчачому стилю одягу, відвідувати школи і вузи країни[32].
- У Білорусі на офіційному рівні також ввели заходи у навчальних закладах спрямовані проти емо[33]. Білоруська міліція розсилає викладачам вишів, профтехучилищ і шкіл інструкцію, в якій роз'яснюється, яку інформацію необхідно доносити правоохоронним органам про учнів.

## Емо в культурі
- «ЕмоБой» та «ЕмоБіль. Сни Кітті» — книги про субкультуру.
- «Школа (телесеріал)» — в серіалі показано життя представників субкультури.

## Галерея

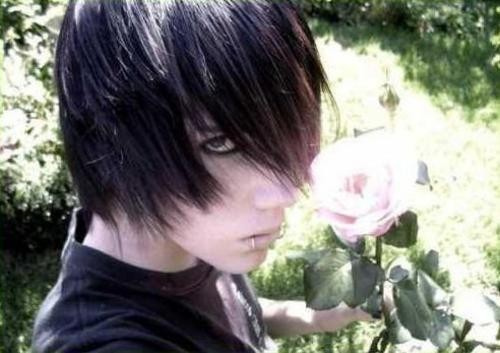
Зачіска емо-боя
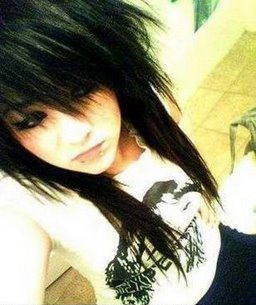
Зачіска емо-ґьорл
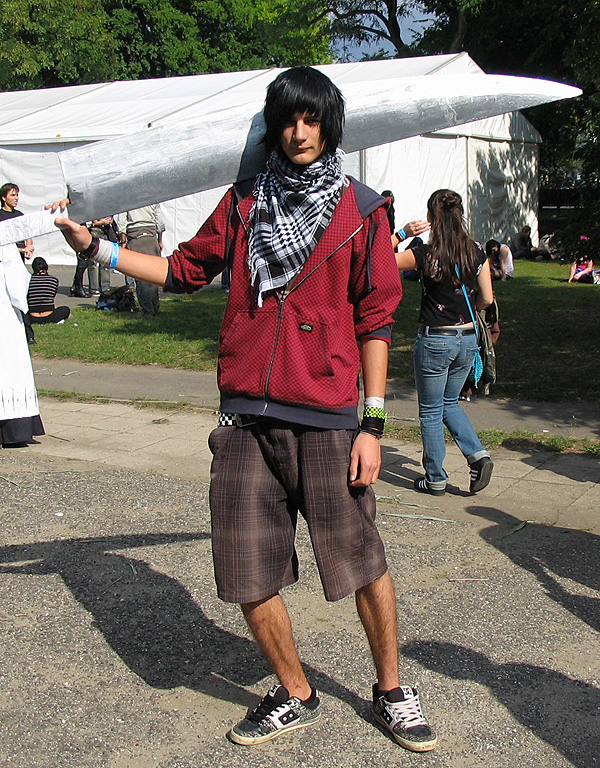
Емо з Будапешту у 2008 році
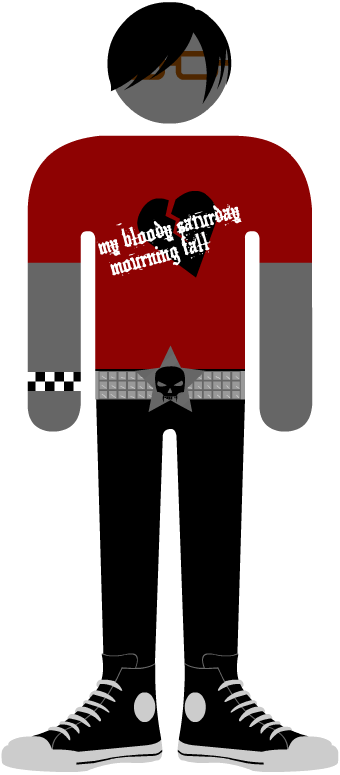
Стереотипний вигляд емо
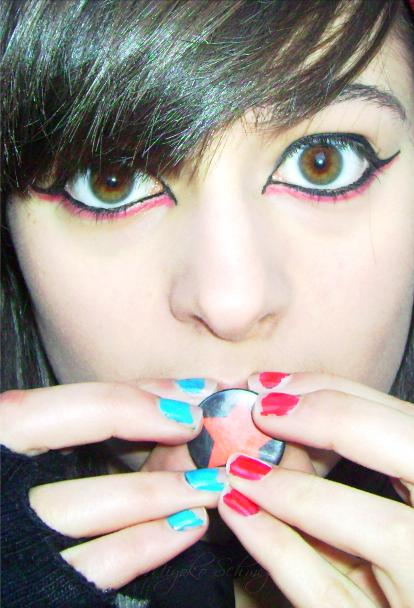
Підліток зі стилем емо-макіяжу
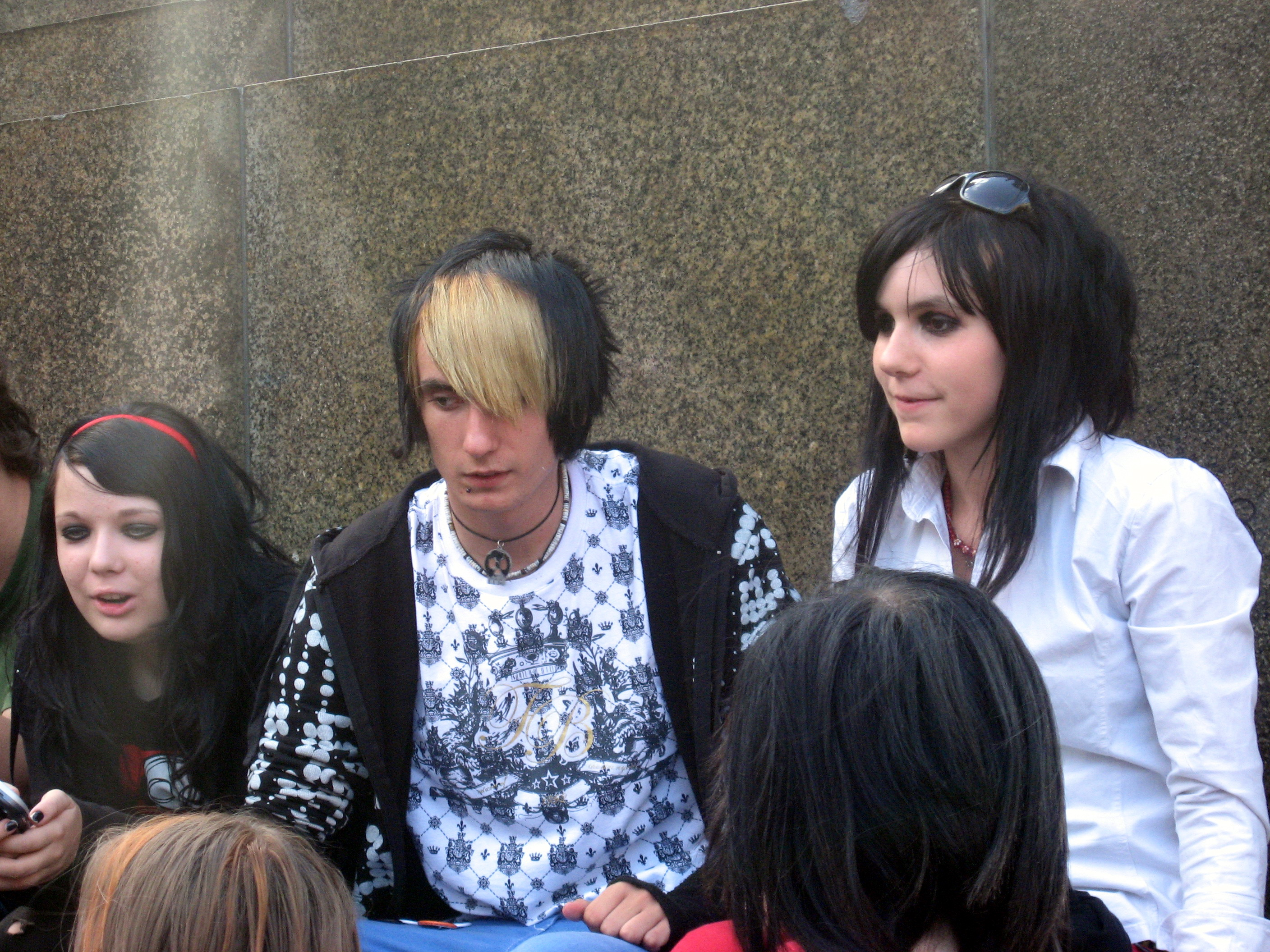
Сходка емо
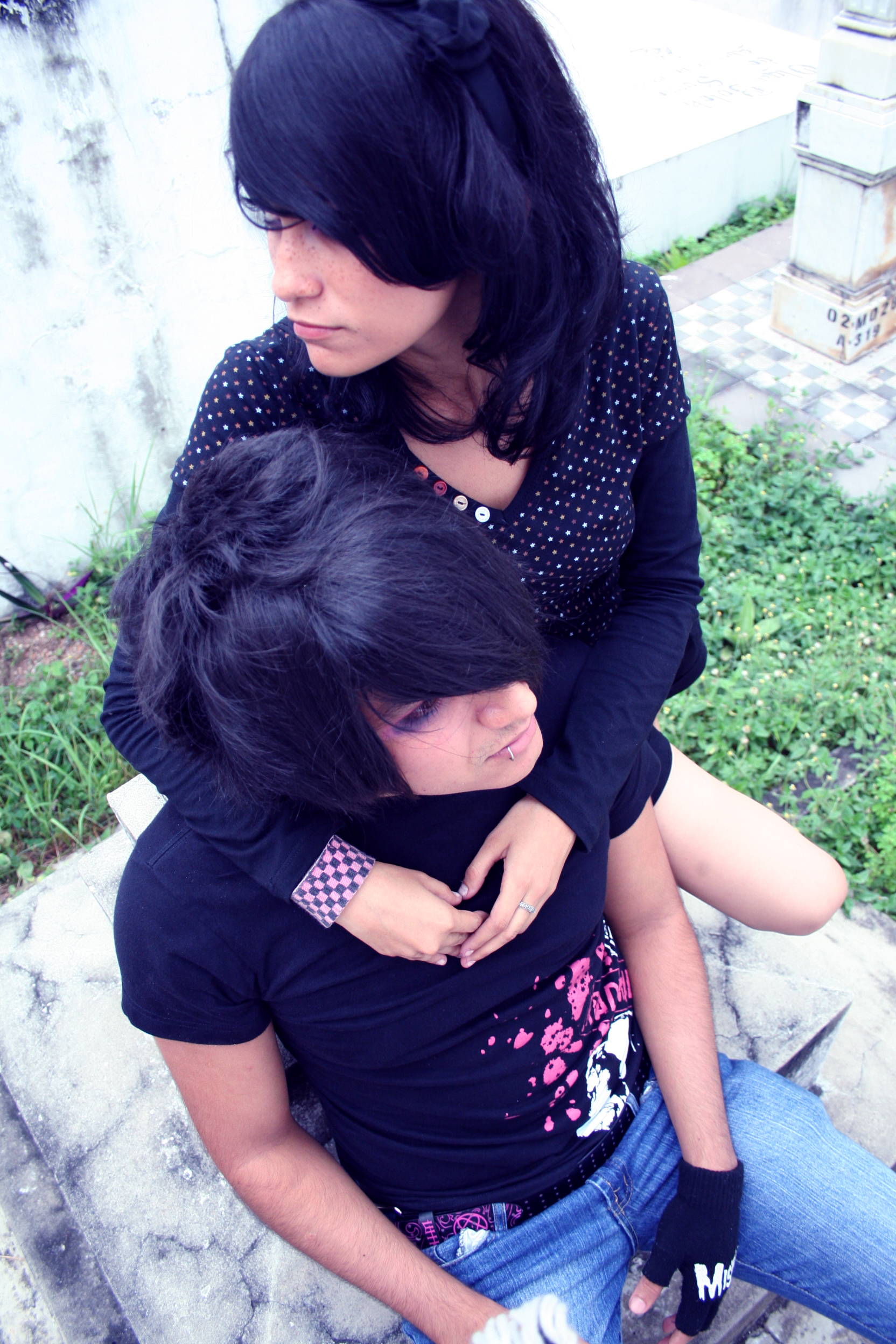
Пара емо-кідів
Емо з коротким волоссям
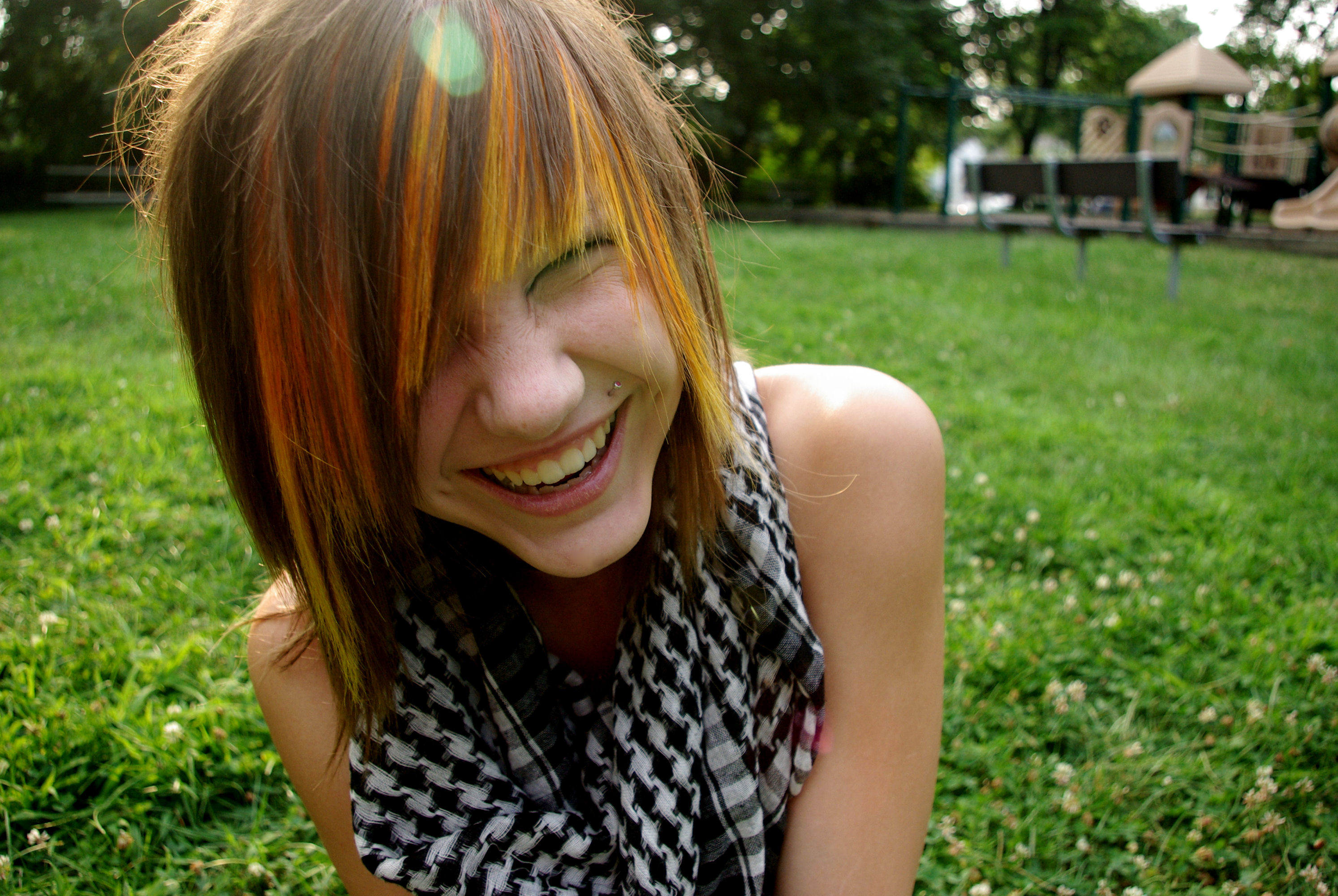
Емо із середньою довжиною волосся
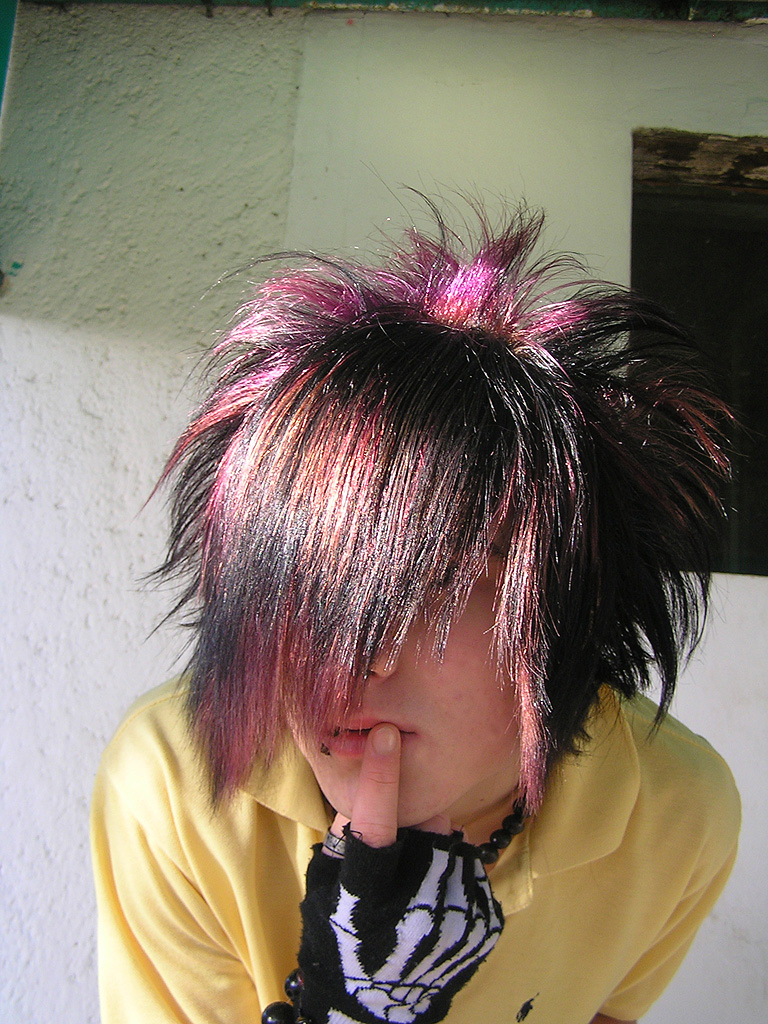
Емо з типовим розрізом "Spiky"
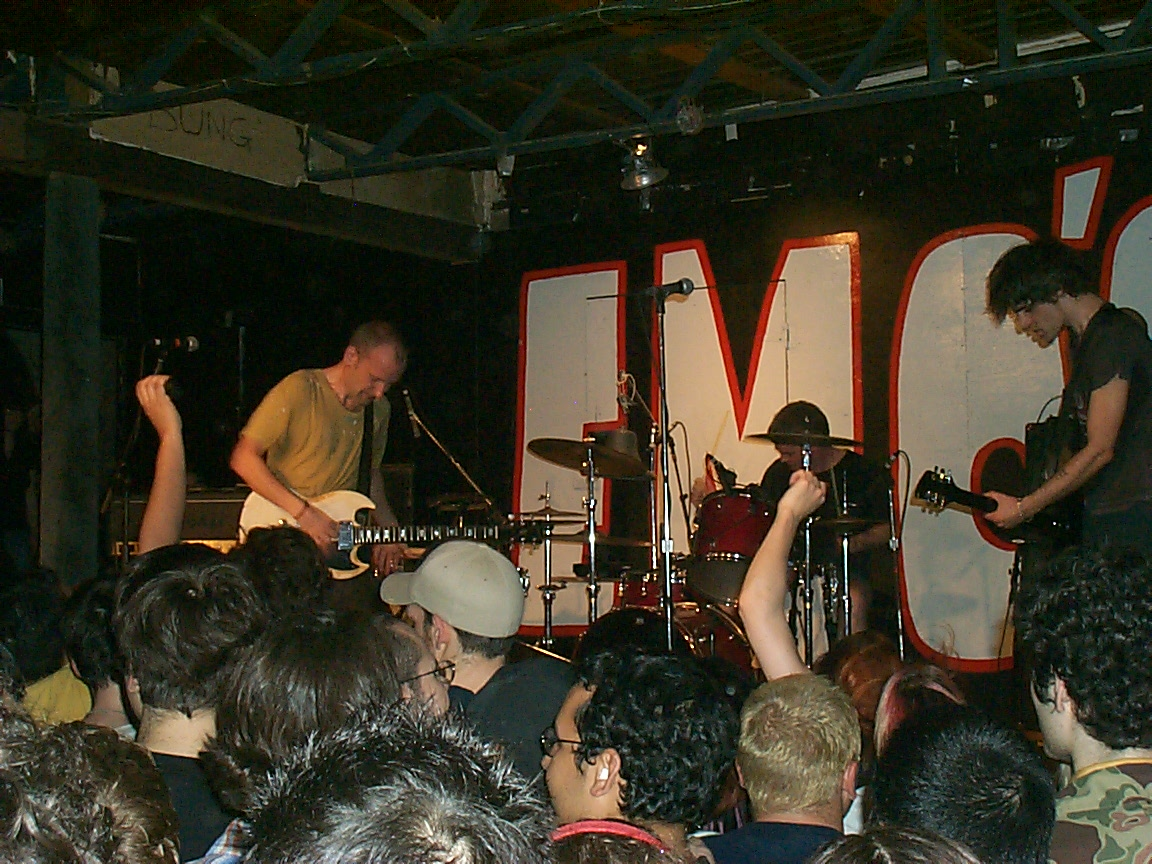
Піонерський гурт жанру, Fugazi, виступ, 2002
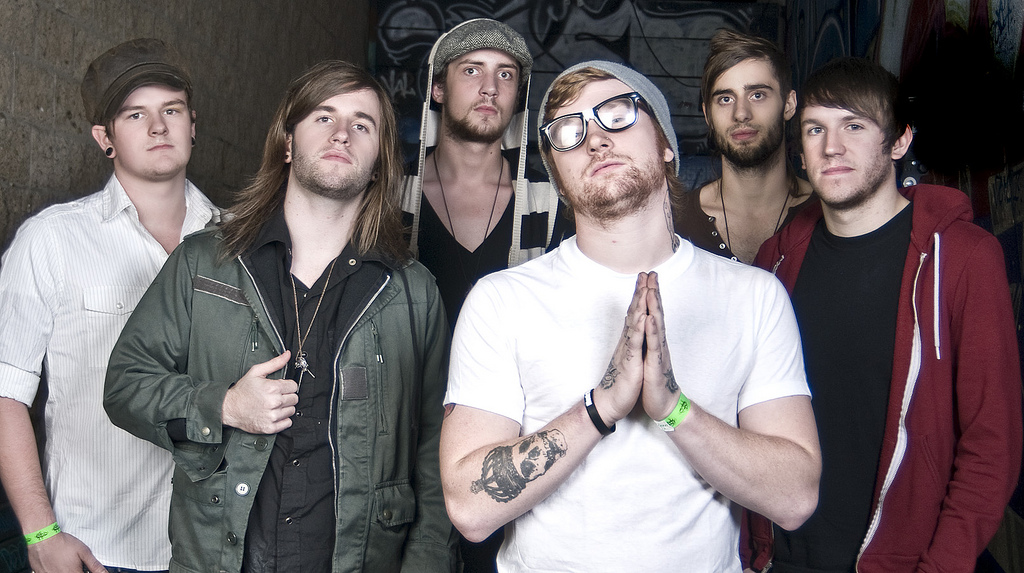
Зрозуміла, сьогоднішній молодіжній культурі, як емо: пост-хардкорна група Emarosa
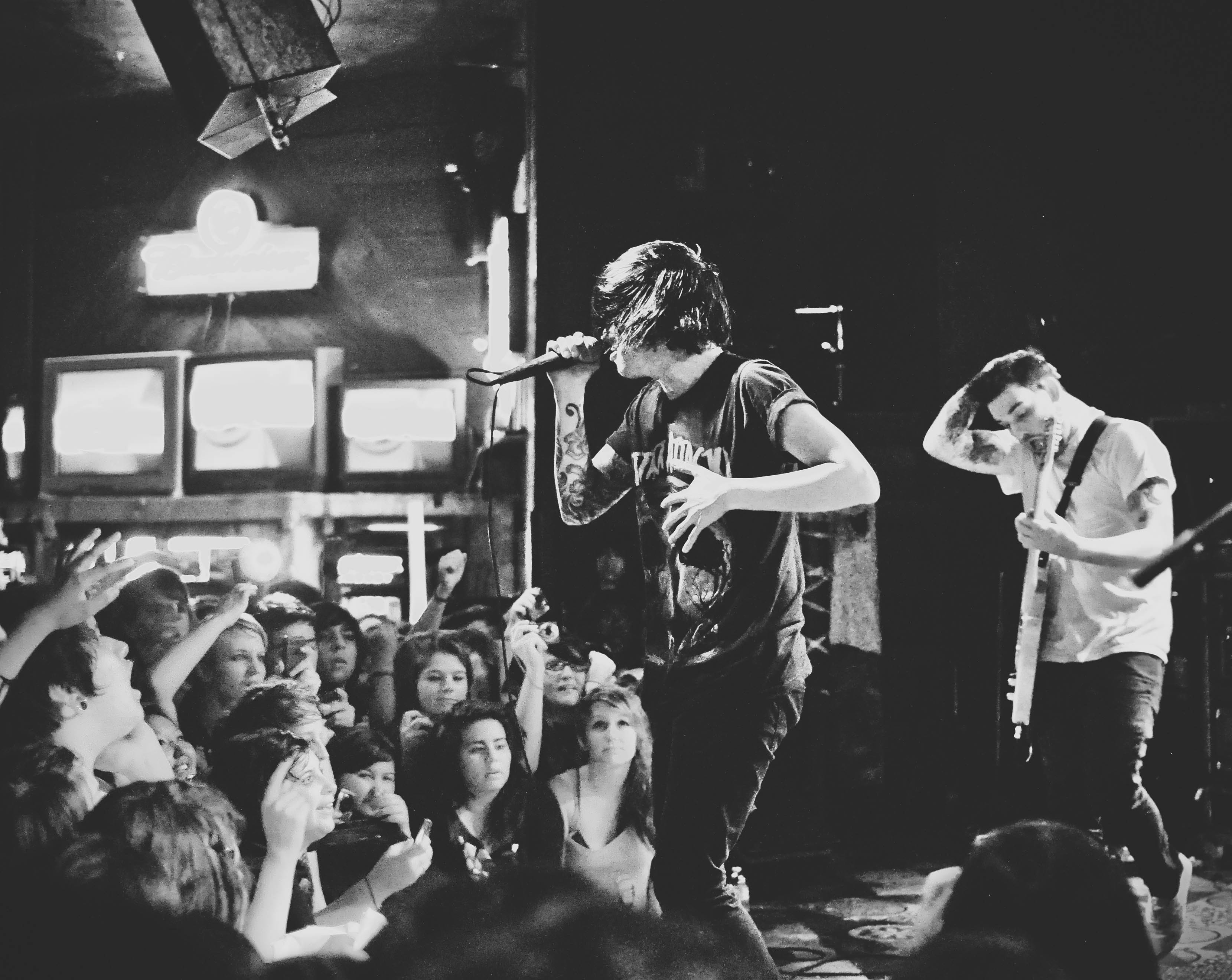
Американський журнал і редактор офіційних чартів, Billboard, описує стиль групи Sleeping with Sirens як суміш Емо та Metalcore
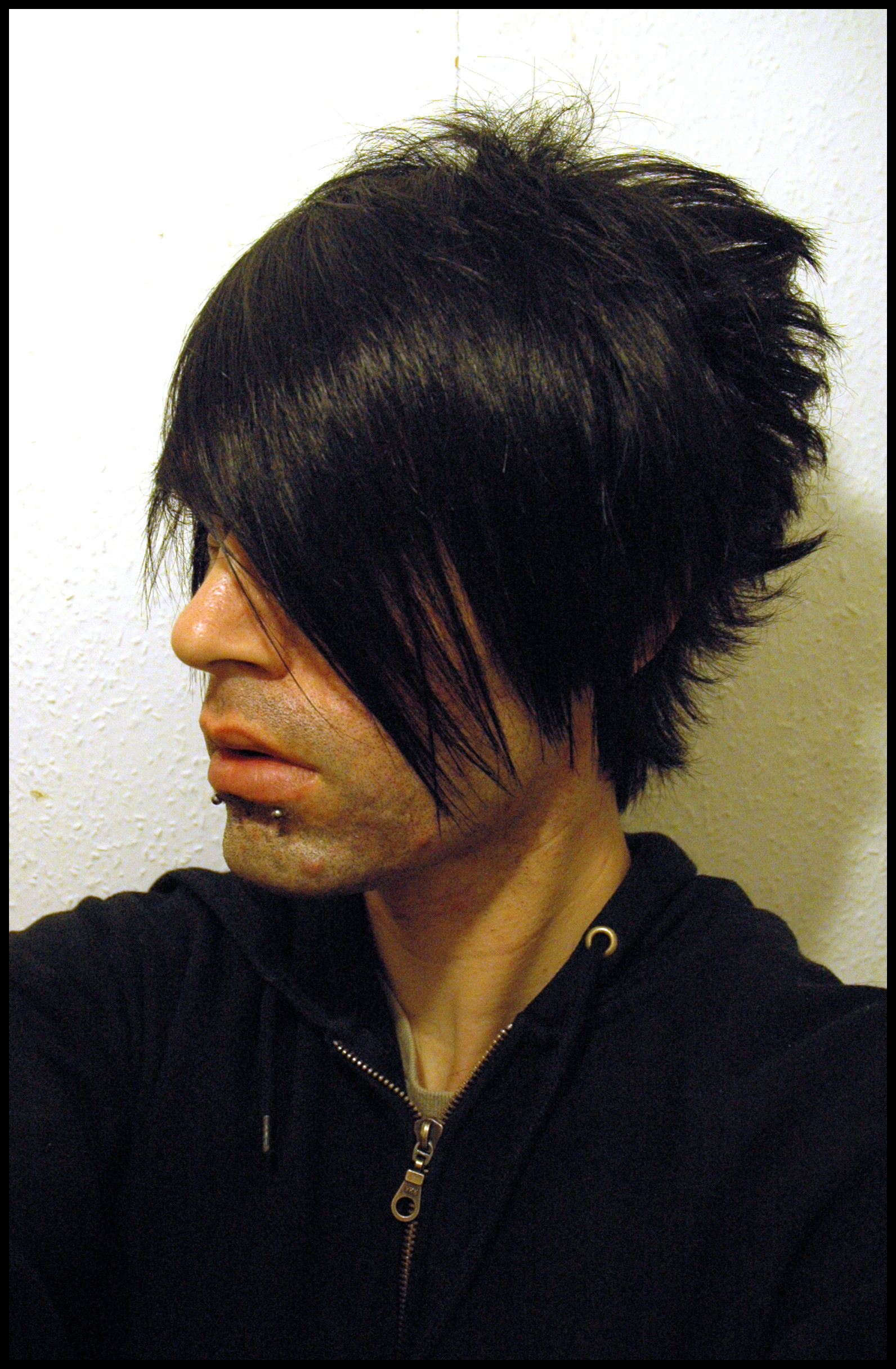
Дорослий емо-бой
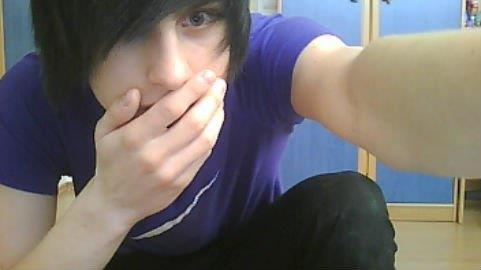
Нове покоління емо-боїв
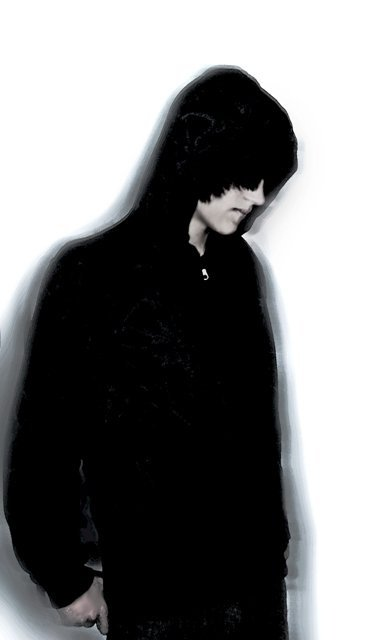
Emo Boy HardCore
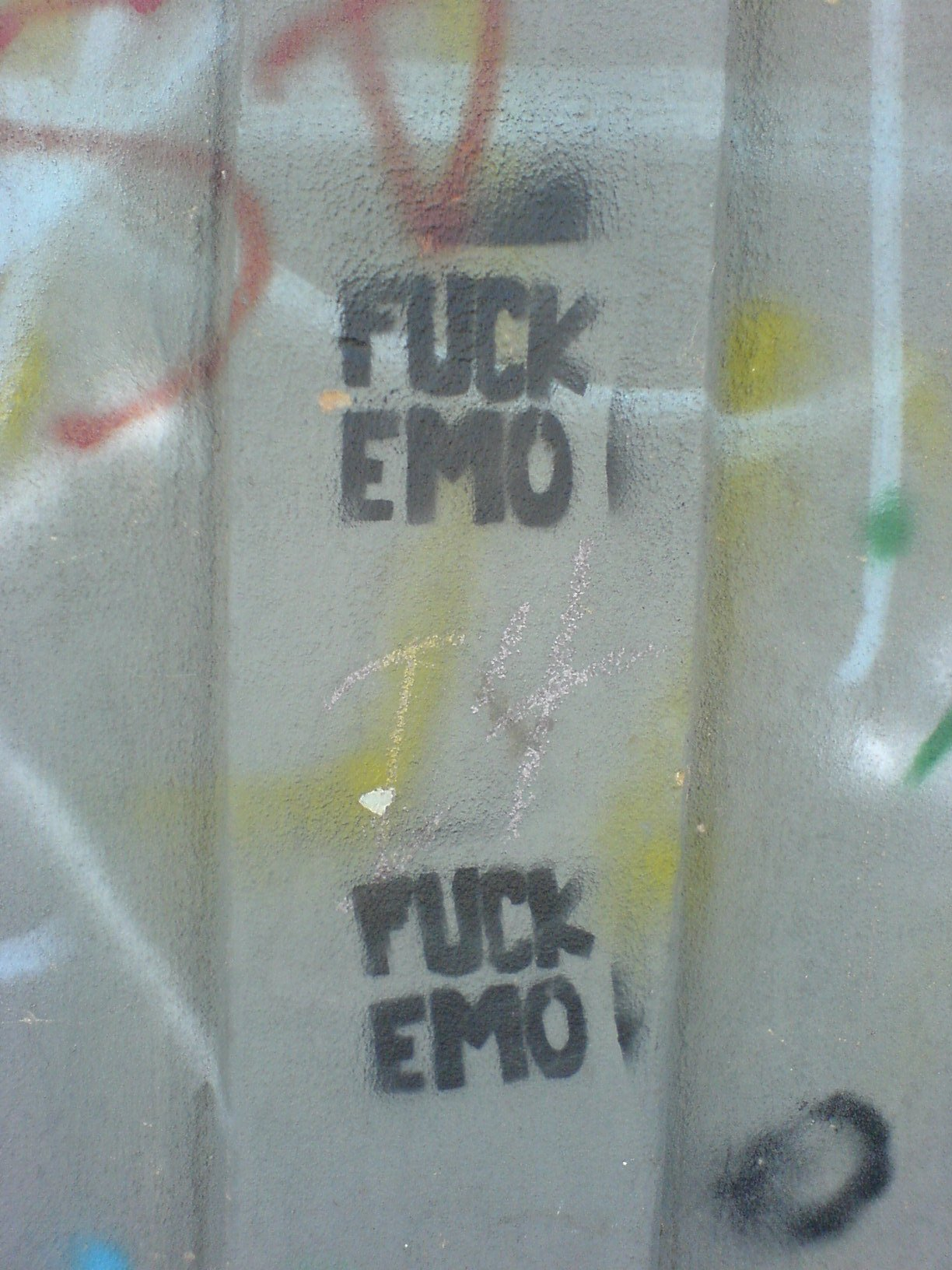
Анти-емо графіті
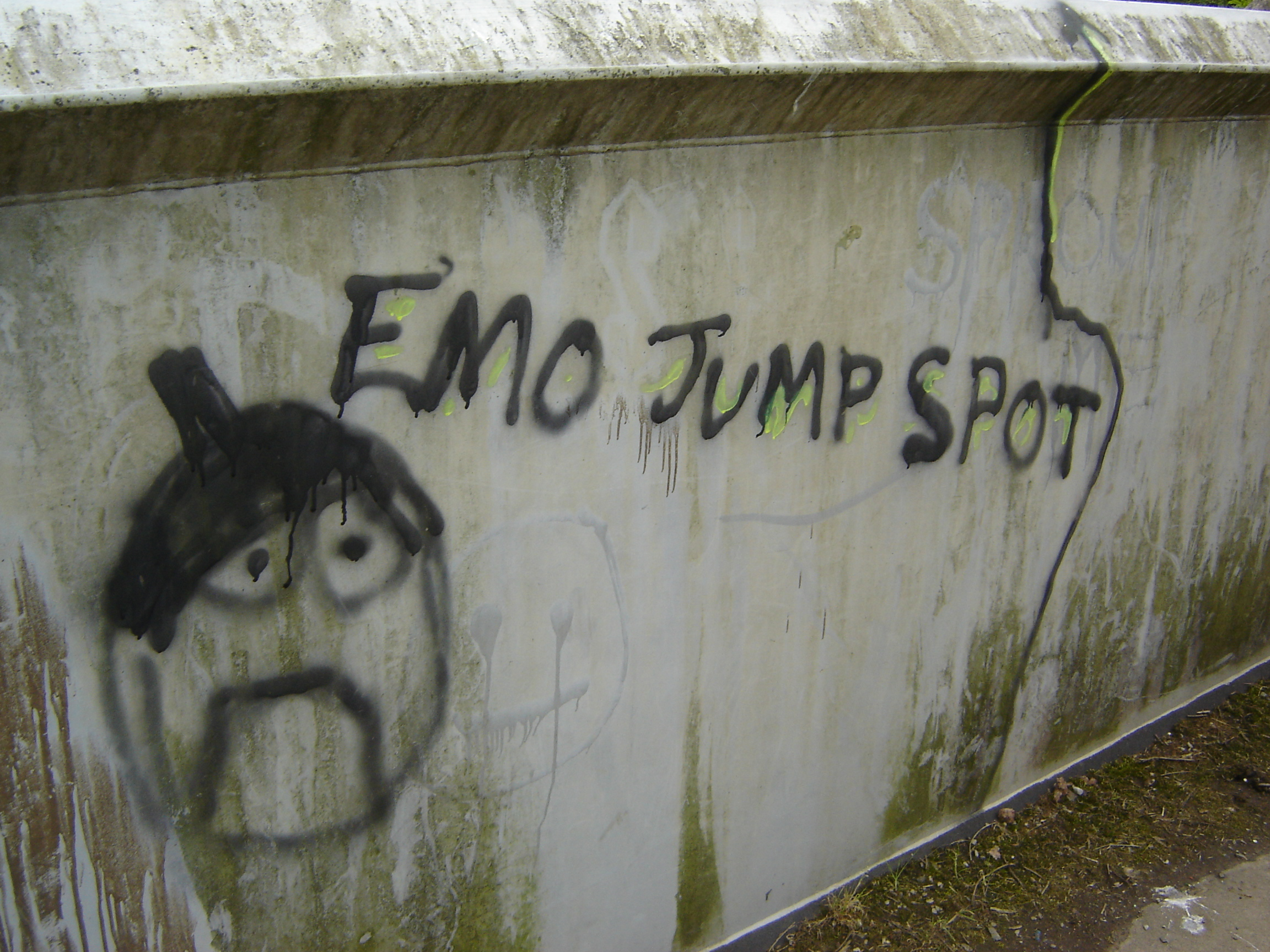
Анти-емо графіті на мосту у Німеччині.

## Документація та відеоматеріали
- [Сюжет «Поліція Манчестера взяла під опіку ґотів та панків» у мережі][35] YouTube
- YouTube: Emo: Jugendkultur im Blick, Luphe Campus [Архівовано 3 грудня 2015 у Wayback Machine.].
- KI.KA: ICH! bin Emo.
- ZDFinfo: JugenKULTur — Emo [Архівовано 16 квітня 2016 у Wayback Machine.] von Monja Eigenschenk (2009).